# 1910–1911-es olasz labdarúgó-bajnokság (első osztály)
A Prima Categoria 1910-11-es szezonja volt a bajnokság tizennegyedik kiírása. A győztes a Pro Vercelli lett. Ez volt a klub harmadik bajnoki címe.

## Selejtezők

### Piemont-Liguria-Lombardia
| #  | Csapat         | M  | Gy | D | V  | RG | KG | KG  | P  | Megjegyzés   |
| -- | -------------- | -- | -- | - | -- | -- | -- | --- | -- | ------------ |
| 1. | Pro Vercelli   | 16 | 12 | 3 | 1  | 44 | 8  | +36 | 27 | Továbbjutott |
| 2. | Milan          | 16 | 10 | 2 | 4  | 44 | 19 | +25 | 22 |              |
| 3. | Torino         | 16 | 9  | 0 | 7  | 33 | 27 | +6  | 18 |              |
| 4. | Andrea Doria   | 16 | 8  | 0 | 8  | 28 | 30 | -2  | 16 |              |
| 5. | Genoa          | 16 | 7  | 0 | 9  | 22 | 27 | -5  | 14 |              |
| 6. | Internazionale | 16 | 6  | 1 | 9  | 24 | 31 | -7  | 13 |              |
| 7. | Piemonte       | 16 | 4  | 4 | 8  | 21 | 35 | -14 | 12 |              |
| 7. | US Milanese    | 16 | 6  | 0 | 10 | 19 | 45 | -26 | 12 |              |
| 9. | Juventus       | 16 | 3  | 4 | 9  | 16 | 29 | -13 | 10 |              |

### Veneto-Emilia-Romagna
| #  | Csapat        | M | Gy | D | V | RG | KG | GK  | P  | Megjegyzés   |
| -- | ------------- | - | -- | - | - | -- | -- | --- | -- | ------------ |
| 1. | Vicenza       | 6 | 6  | 0 | 0 | 21 | 3  | +18 | 12 | Továbbjutott |
| 2. | Hellas Verona | 6 | 4  | 0 | 2 | 13 | 12 | +1  | 8  |              |
| 3. | Bologna       | 6 | 2  | 0 | 4 | 11 | 20 | -9  | 4  |              |
| 4. | Venezia       | 6 | 0  | 0 | 6 | 2  | 12 | -10 | 0  |              |

## Döntő
| 1. csapat    | Össz. | 2. csapat | 1. mérk. | 2. mérk. |
| ------------ | ----- | --------- | -------- | -------- |
| Pro Vercelli | 5-1   | Vicenza   | 3-0      | 2-1      |